# Théophile Gautier

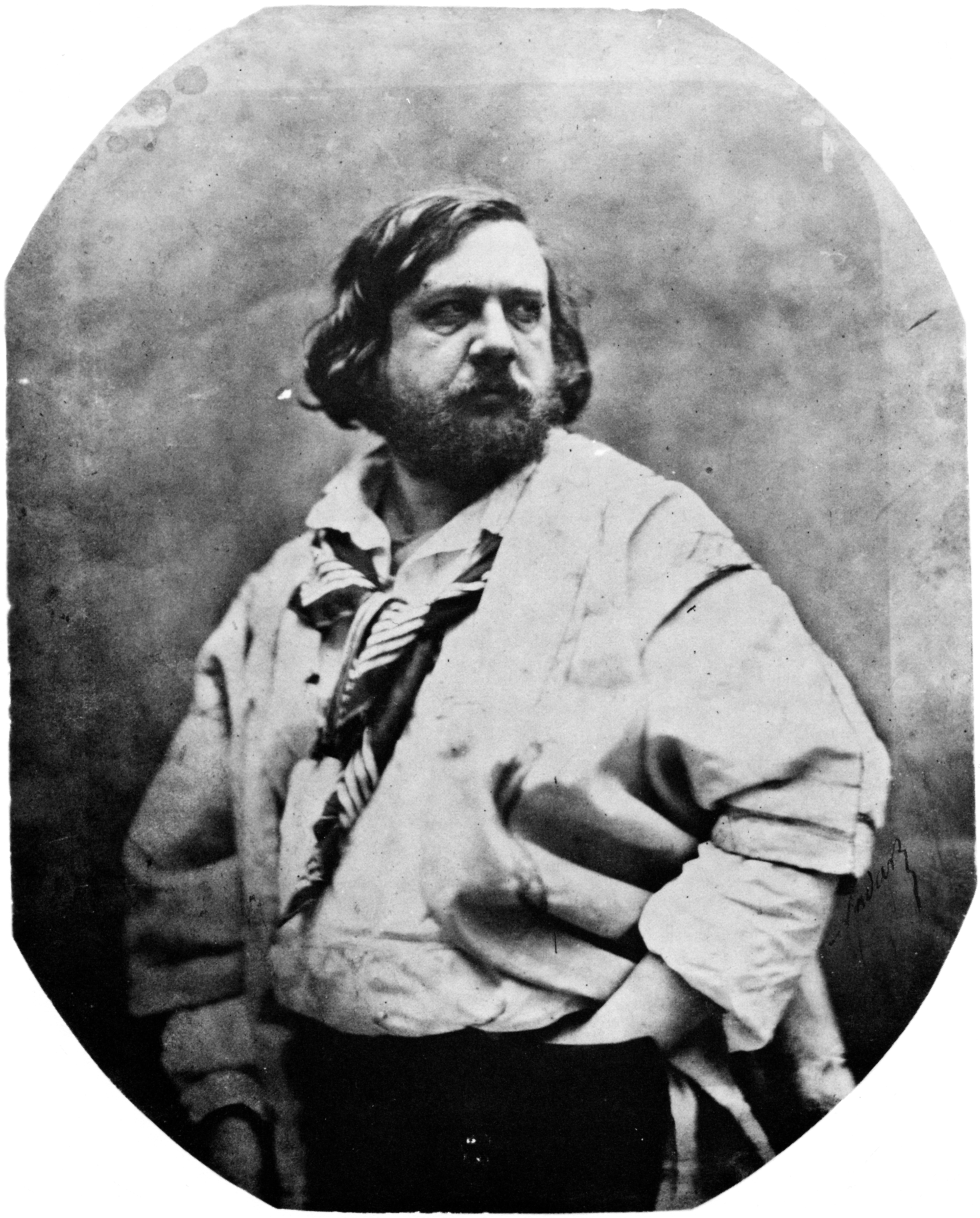
Théophile Gautier 1856, Aufnahme Nadar

Théophile Gautier (* 30. August 1811 in Tarbes, Département Hautes-Pyrénées; † 23. Oktober 1872 in Neuilly-sur-Seine bei Paris) war ein französischer Schriftsteller.

## Leben und Schaffen
Gautier wurde in Tarbes (Südwestfrankreich) geboren und wuchs in Paris auf. Nach Abschluss des Gymnasiums dachte er zunächst an eine Zukunft als Maler. 1829 schloss er sich dem Literatenkreis „Cénacle“ um Victor Hugo an. 1830 erschien er zur Uraufführung von Hugos Stück Hernani mit einem provozierenden, weil im Theater unziemlichen roten Wams, dem legendär gewordenen „gilet rouge“, und war einer der lautesten Claqueure in der legendären bataille d'Hernani.
Er publizierte dann Gedichte und Erzählungen und wurde zu einem der Hauptrepräsentanten der „Bohème“, des provokativ unangepassten Literaten- und Künstlermilieus am Rand der bourgeoisen Pariser Gesellschaft. Er war ein Verehrer der Romantik und von E. T. A. Hoffmann, über dessen fantastische Erzählungen er in der Chronique de Paris 1836 schrieb und der ihn zu eigenen fantastischen Erzählungen inspirierte (wie La Cafetière 1831, Onuphrius 1832, Le pied de momie 1840).
Sein erster Erfolg war der Briefroman Mademoiselle Maupin (1835), die Geschichte einer jungen Frau, die als Mann verkleidet in homo- und hetero-erotischen Erfahrungen ihr Liebesideal zu verwirklichen versucht, dies in einer schönen Nacht auch schafft, dann aber auf jede Fortsetzung verzichtet, um nicht in der Routine einer Beziehung zu versanden. Literarhistorisch ist vor allem das Vorwort des Romans interessant, in welchem Gautier die Theorie des l’art pour l’art entwirft, d. h. die Doktrin, dass Kunst völlig zweckfrei zu sein habe, jedes gesellschaftliche oder gar politische Engagement meiden müsse und allein in der Perfektion ihrer Produkte einen Sinn finde – eine Doktrin, in der die kollektive Frustration einer ganzen Intellektuellen-Generation zum Ausdruck kommt, die durch die Julirevolution von 1830 zunächst in Aufbruchstimmung versetzt, dann aber durch die politische Repression nach 1832 enttäuscht worden war.

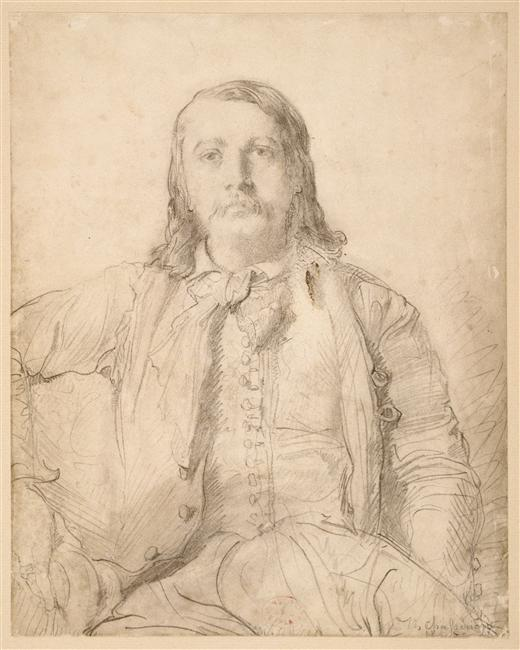
Théophile Gautier, Porträt von Théodore Chassériau (Musée du Louvre).

Ab 1836 verdiente Gautier sein Geld bei der sich rasant entwickelnden Presse mit Berichten über gesellschaftliche Ereignisse, Kunstausstellungen und literarische Neuerscheinungen, aber auch mit den bei Zeitschriften und Buchverlagen begehrten Reisereportagen und -impressionen, für die er (z. T. zusammen mit seinem Schulkameraden Gérard de Nerval) England, Holland, Belgien und den Mittelmeerraum bereiste.
Gautier war Anhänger des Mesmerismus. „Der tierische Magnetismus ist eine von der Wissenschaft längst anerkannte Tatsache, daran darf man keinesfalls zweifeln.“ (in einer Rezension des Lustspiels „Tronquette, der Schlafwandler“ der Brüder Cogniard, etwa 1838). Eine Spiegelung dieser Überzeugung ist sein Avatar-Roman von 1856.
In den Jahren nach 1839 versuchte sich Gautier, eher glücklos, auch als Dramatiker mit den Stücken Une larme du diable („Eine Träne des Teufels“), Le Tricorne Enchanté („Der verzauberte Dreispitz(hut)“) und Pierrot posthume sowie, mit mehr Glück, als Librettist. 1841 erzielte das Ballettstück Giselle einen fulminanten Erfolg.
Bekannt geworden ist er auch als Mitbegründer und wichtiger Teilnehmer des Club des Hachichins, der von etwa 1844 bis 1849 existierte und die Bohème stark beeinflusste. Gautier gründete ihn mit dem Pariser Psychiater Jacques-Joseph Moreau, der dort und in seiner Klinik mit dem seit Napoleons Ägyptenfeldzug in Frankreich bekannt gewordenen Haschisch experimentierte und als erster Mediziner systematisch die Wirkung von Rauschdrogen auf das zentrale Nervensystem untersuchte. Im Hôtel de Lauzun lebten Théophile Gautier, der Dichter Charles Baudelaire und der Maler Fernand Boissard; man traf sich in den Räumen von Boissard. Gautier verfasste einige der vielleicht einflussreichsten Beschreibungen des Haschischrauschs, wobei das Haschisch als Konfekt gegessen wurde. Seine farbigen Erlebnisse veröffentlichte er 1846 in dem Erzählband Le Club des Hachichins.
Daneben verfasste er weiterhin Erzählungen und schrieb vor allem Gedichte, die er wie ein Kunsthandwerker ziselierte. Berühmt wurde seine Gedichtsammlung Émaux et camées („Emaillen und Kameen“, 1852), die einer ganzen Lyrikergeneration, den „Parnassiens“, als Vorbild galt.
Im Zweiten Kaiserreich gehörte er zum Zirkel um die kulturell einflussreiche Prinzessin Mathilde Bonaparte. Gautiers späte Romane, Le Roman de la momie (1858) und Le Capitaine Fracasse (1863), waren nur mäßig erfolgreich.
Théophile Gautier heiratete Ernesta Grisi, die Schwester von Carlotta Grisi. Carlotta war Théophiles eigentliche große Liebe, erwiderte diese aber nicht. Er hatte mit seiner Mätresse Eugénie Fort einen Sohn (Théophile Gautier fils) und mit Ernesta zwei Töchter. Beide heirateten schriftstellerische Protegés von Gautier: die jüngere – Estelle Gautier – heiratete Émile Bergerat, die ältere – Judith Gautier – gegen den Willen ihres Vaters Catulle Mendès. Ernesta stellte sich auf Judiths Seite; ihre Ehe mit Théophile zerbrach. Théohpile Gautier fils (1836–1904) erwarb sich vor allem Verdienste als Übersetzer von Werken bedeutender deutscher Schriftsteller wie Johann Wolfgang von Goethe (umter anderem Wilhelm Meister, zwei Bände, 1861) und  Achim von Arnim (drei Erzählungen unter dem Titel Contes bizarres, 1856, mit einem Vorwort des Vaters Théophile Gautier).

## Werke

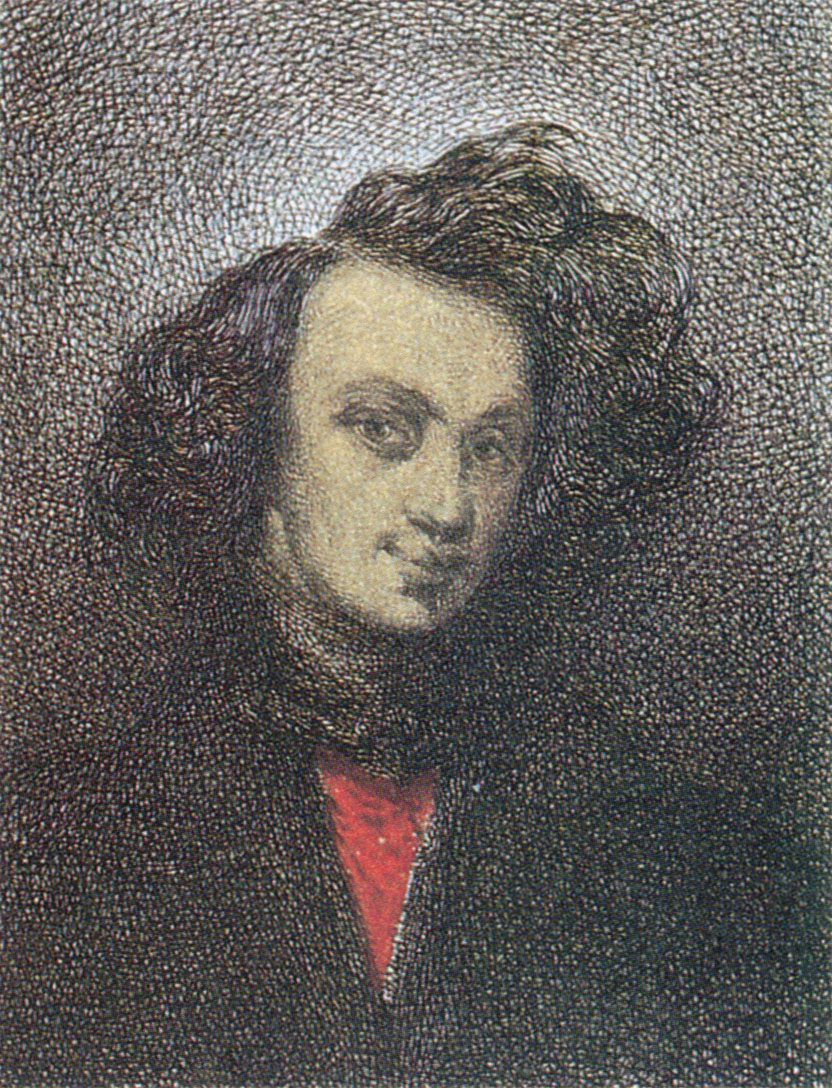
Théophile Gautier 1839, Porträt von Auguste de Chatillon

### Erstausgaben
- Albertus, Prosagedicht, 1833
- Les Jeunes-France, Erzählungen, 1833
- Omphale, Novelle, 1834
- Mademoiselle de Maupin, Briefroman, 1835
- Fortunio, Roman, 1838
- Libretto für das Ballett Giselle zur Musik von Adolphe Adam, 1841
- Libretto für das Ballett La Péri zur Musik von Friedrich Burgmüller, Choreographie Jean Coralli, 1843
- Une nuit de Cléopâtre, Erzählung, 1845
- Le Club des Hachichins, Paris 1846. Klub der Haschischesser. Reprint in: Wiener Zeitschrift für Suchtforschung, 2/3, 2004 (auch online).
- Jean et Jeanette, Roman, 1850 (deutsch Jean und Jeanette, 1926)
- Émaux et camées (deutsch Emaillen und Kameen), Gedichte, 1852
- Constantinople, Reisebericht, 1853
- Avatar, Roman, 1857
- Jettatura, Roman, 1857
- Le Roman de la momie (deutsch Der Roman der Mumie), Roman, 1858
- Le Capitaine Fracasse, Roman, 1863 (auch als Oper bearbeitet)
- Quand on voyage, Reiseberichte, 1865 (Digitalisat)
- Histoire du romantisme suivi de notices romantiques et d'une étude sur la poésie française de 1830 - 1868, Paris 1874

### Übersetzungen
- Der Haschischklub. Phantastische Erzählungen. (Neun Erzählungen). Aus dem Französischen von Hanns Heinz Ewers, Ilna Wunderwald und Doris Heinemann. Kommentiert und mit Nachbemerkungen versehen. Ripperger & Kremers, Berlin 2015, ISBN 978-3-943999-31-0.
- Romane und Erzählungen. Hrsg. und Vorwort Dolf Oehler. Fourier, Wiesbaden 2003, ISBN 3-932412-40-0 (Nach der 15-bändigen Ausgabe des Avalun-Verlags, Hellerau bei Dresden, 1925 und 1926, übersetzt von Alastair (Pseudonym von Hans-Henning von Voigt)).
- Avatar. Jettatura. Zwei phantastische Geschichten. Aus dem Französischen von Alastair. Suhrkamp, Frankfurt am Main 1985, ISBN 3-518-37661-6.
- Jettatura. Novelle. Übersetzung und Nachwort Holger Fock. Dörlemann, Zürich 2006, ISBN 3-908777-21-6.
- Die liebende Untote. Aus dem Französischen übersetzt, mit Anmerkungen und einem Nachwort versehen von Ulrich Klappstein. JMB, Hannover 2010, ISBN 978-3-940970-77-0 (= Kabinett der Phantasten, Band 11).
- Die Jeunes-France. Aus dem Französischen übersetzt, mit einem Nachwort und ergänzenden Texten und Anmerkungen versehen von Melanie Grundmann. Matthes & Seitz, Berlin 2011, ISBN 978-3-88221-549-6.
- Avatar. Aus dem Französischen und mit Anmerkungen von Jörg Alisch, mit einem Nachwort von Michael Roes. Matthes & Seitz, Berlin 2011, ISBN 978-3-88221-548-9.
- Mademoiselle de Maupin. Aus dem Französischen von Caroline Vollmann, Nachwort von Dolf Oehler. Manesse, Zürich 2011, ISBN 978-3-7175-2264-5 (= Manesse Bibliothek der Weltliteratur).
- Über das Schöne in der Kunst. Übersetzt und kommentiert von Wolfgang Drost und Ulrike Riechers, mit einer Studie von Wolfgang Drost über Théophile Gautiers Aesthetica in nuce. universi - Universitätsverlag, Siegen 2011, ISBN 978-3-936533-39-2 (= Bild- und Kunstwissenschaften, Band 6).
- Emaillen und Kameen. Zweisprachig, Nachdichtung von Michael Schöne, Nachwort von Dolf Oehler, mit Illustrationen von Formosus v. Kaisenberg. Edition Acephale, Wien 2023, ISBN 978-3-384-28561-4

### Vertonungen
- Hector Berlioz vertonte 1841 sechs Gedichte des mit ihm befreundeten Gauthier als Les nuits d'été.
- La Fille du Pharaon (1862), Grand Ballet in 3 Akten und 9 Bildern mit einem Prolog und Epilog von Marius Petipa und Cesare Pugni. Das Libretto basiert auf Théophile Gautiers Le Roman de la Momie (1858).
- Fanfreluche. Musikalisches Lustspiel in zwei Akten von Wilhelm Mauke. Text nach einer Novelle von Gautier von Georg Schaumberg. Drei Masken Verlag, München 1912
- Roland Moser: Avatar. Oper, Uraufführung am 3. Mai 2003 am Theater St. Gallen.[2]

### Verfilmungen
- 1928: Capitaine Fracasse (Le capitaine Fracasse)
- 1942: Fracasse, der freche Kavalier (Le capitaine Fracasse)
- 1961: Fracass, der freche Kavalier (Capitaine Fracasse)
- 1965: Giselle
- 1969: Giselle
- 1990: Die Reise des Capitan Fracassa (Il viaggio di Capitan Fracassa)

Gautiers Erzählung La Toison d’or diente mit seiner Thematik wahrscheinlich dem Kriminalroman D’entre les morts (1954) von Pierre Boileau und Thomas Narcejac als Vorbild, der wiederum als Vertigo – Aus dem Reich der Toten von Alfred Hitchcock verfilmt wurde.

## Belege
1. ↑  Alfred Springer: Die Bedeutung der Haschischexperimente des 19. Jahrhunderts – Bemerkungen zum Wiederabdruck von Theophile Gautier’s „Klub der Haschischesser“. In Wiener Zeitschrift für Suchtforschung, Jg. 27 2004 Nr. 2/3, S. 47–52.
2. ↑  Max Nyffeler: Der gescheiterte Körpertausch. „Avatar“, eine neue Oper von Roland Moser. Rezension auf beckmesser.de.
3. ↑  Edi Zollinger: Hitchcocks «Vertigo» hat eine bisher unbekannte Vorgeschichte. In: Neue Zürcher Zeitung. (nzz.ch [abgerufen am 24. Mai 2020]).

| Personendaten    | Personendaten                                |
| ---------------- | -------------------------------------------- |
| NAME             | Gautier, Théophile                           |
| KURZBESCHREIBUNG | französischer Dichter, Erzähler und Kritiker |
| GEBURTSDATUM     | 30. August 1811                              |
| GEBURTSORT       | Tarbes, Département Hautes-Pyrénées          |
| STERBEDATUM      | 23. Oktober 1872                             |
| STERBEORT        | Neuilly-sur-Seine bei Paris                  |